# آلفامارت
آلفامارت یک مینی مارکت زنجیره‌ای از اندونزی با حدود ۱۰٬۰۰۰ شعبه در سرتاسر آسیای جنوب شرقی است. این شرکت فعالیت خود را با بازرگانی و توزیع توسط سوسانتو در جاکارتا آغاز کرد. ده سال بعد سوسانتو اقدام به افتتاح یک شعبه در بانتن با عنوان آلفا مینی مارت کرد.